# Joaquín Albarrán y Domínguez
Joaquín María Albarrán y Domínguez (9 de mayo de 1860 - 17 de junio de 1912), fue un urólogo español nacido en Sagua La Grande, Cuba.

## Biografía
Se trasladó a la Península a los 9 años de edad. Estudió la carrera de medicina en Barcelona, consiguiendo su título en 1877. Posteriormente realizó su doctorado en Madrid. En 1878 viajó a París, donde trabajó y estudió bajo las órdenes renombrados médicos. Albarrán consideraba al anatomista Louis-Antoine Ranvier (1835-1922) y al urólogo Jean Casimir Félix Guyon (1831-1920) como los mayores referentes en su carrera. En 1906 sucedió a Guyon como director de la Clínica de Urología del Hospital Necker.
En los inicios de su carrera Albarrán se dedicó a los campos de la microbiología y la anatomía patológica, pero más tarde prefirió la urología donde realizó importantes contribuciones. Fue el primer médico de Francia en realizar una prostactecmía radical perineal. Está reconocido como el inventor de un instrumento para el ajuste del cistoscopio durante la caterización del uréter. Este instrumento es conocido como uña de Albarrán.
En 1908 dirigió el primer congreso internacional de urología. Fue además el primer profesor español de Cirugía en Francia en el siglo XIX, además de profesor titular de la cátedra de enfermedades de las vías urinarias de la Universidad de París, abriendo así las puertas para otros españoles e hispanoamericanos en esta época en que Francia estaba a la vanguardia de la investigación médica.

## Reconocimiento
Ganó tres veces el Premio Goddard y el Tremblay. Fue nominado en 1912 para el Premio Nobel de Medicina. En 1907 recibió la Orden de la Legión de Honor de Francia.

## Epónimos asociados
- Síndrome Albarrán-Ormond: Fibrosis inflamatoria retroperitoneal ; nombrado por el urólogo estadounidense John Kelso Ormond (1886-1978), también conocido como síndrome de Gerota, por el anatomista y urólogo rumano Dimitrie Gerota.
- Glándulas de Albarrán: También llamadas túbulos de Albarrán, son unos túbulos subtrigonales localizados en la próstata.
- Signo de Albarrán: Un signo de cáncer en la pelvis del riñón.
- Uña de Albarrán: Complemento del citoscopio.
- Prueba de Albarrán: Mediante la medición de volumen y la concentración de la orina eliminada determina la pérdida de tejido renal.
- Enfermedad de Albarrán: Se le da este nombre a la colibaciluria
- Operación de Albarrán: En la que se realiza una resección de la pelvis renal dilatada.
- Uretrótomo de Albarrán: Que se usa para realizar cortes a ciegas en las intervenciones quirúrgicas.

## Obras publicadas
- Néoplasmes du rein junto con L. Imbert, París, Masson, (s. d.)
- Les reins des urinaires. Tesis doctoral, París 1889.
- Anatomie et physiologie pathologique de la rétention de l’urine. Junto con Jean Casimir Felix Guyon (1831-1920), 1890.
- Les Tumeurs de la vessie con prólogo del profesor F. Guyon, París, G. Steinheil, 1892
- Sur un série de quarante opérations pratiqués sur la rein. Revue de chirurgie, 1896, 16: 882-884. Primera nefrostomia planificada.
- Les Tumeurs du rein junto con L. Imbert París, Masson 1903.
- Exploration des fonctions rénales, París, Masson & Cie., 1905.
- Médecine opératoire des voies urinaires. Paris, Masson & Cie., 1909. Su obra maestra. Albarran fue el primer cirujano en Francia en practicar una prostactecmía radical perineal.